# Klaus Stierstadt
Klaus Stierstadt (* 28. Oktober 1930 in Göttingen) ist ein deutscher Physiker.
Stierstadt wurde 1956 in München promoviert (Dissertation: Die Permeabilität bei schnell veränderlichen Feldern am Beispiel des Kupferferrits und Besonderheiten im Curie-Gebiet), war 1963 Privatdozent an der Ludwig-Maximilians-Universität München, 1970 außerplanmäßiger Professor und 1974 Professor.
Stierstadt befasste sich mit Magnetismus, Radioaktivität, Aerosolforschung, Phasenübergängen, Synergetik und Magnetohydrodynamik. Von ihm stammen über 130 wissenschaftliche Aufsätze und mehrere Lehrbücher der Thermodynamik.
1998 wurde er Ehrendoktor der Technischen Universität Timisoara.

## Schriften (Auswahl)
- Physik der Materie, Weinheim, VCH 1989
- mit Rainer Anders, Wolfgang von Hörsten: Experimental values of critical exponents and amplitude ratios at magnetic phase transitions, Fachinformationszentrum Karlsruhe, 1984, Supplement 1990
- Herausgeber und Bearbeiter mit Thomas Dorfmüller, Wilhelm T. Hering: Mechanik, Akustik, Wärmelehre, Bergmann-Schaefer Lehrbuch der Experimentalphysik, Band 1, 11. Auflage, De Gruyter 1998,
- Atommüll - wohin damit ?, Weinheim, WGV, 2006 (unter Mitarbeit von Günther Fischer)
- Thermodynamik: Von der Mikrophysik zur Makrophysik, Springer 2010 (unter Mitwirkung von Günther Fischer)
- Thermodynamik für das Bachelorstudium, Springer Spektrum 2018
- Temperatur und Wärme. Was ist das wirklich ?. Ein Überblick über die Definitionen der Thermodynamik, Springer essentials 2020
- Unser Klima und das Energieproblem: Wie unser Energiebedarf klimaschonend gedeckt werden kann, Springer essentials 2020
- Die Eigenschaften der Stoffe: Suszeptibilitäten und Transportkoeffizienten, Springer essentials 2020
- Ferrofluide im Überblick, Springer essentials 2020
- Thermodynamische Potenziale und Zustandssumme, Springer essentials 2020

Er trug zum Fischer-Lexikon Physik 1960 bei und er war Mitverfasser in einem populärwissenschaftlichen Buch über Radioaktivität von Werner Braunbek (Gefährliche Strahlen 1957).